# Hyllisia albostictica
Hyllisia albostictica là một loài bọ cánh cứng trong họ Cerambycidae.